# کیریستین‌استاد
کیریسْتین‌اِستاد (فنلاندی: Kristiinankaupunki [ˈkristi:nɑŋˌkɑu̯puŋki]لاتین: Christinea) شهری در فنلاند غربی در اوستروبوتنیا که در ساحل دریای بوتنی واقع شده و جمعیت آن ۶٬۳۷۵ نفر است.
مساحت شهر ۶۸۲٫۵۳ کیلومتر مربع (۲۶۳٫۵۳ مایل مربع) بدون احتساب مناطق دریایی و تراکم جمعیت آن ۱۰ ساکن در هر کیلومتر مربع (۲۶ ساکن در هر مایل مربع) است.
این شهردو زبانه بوده و ۵۷٪ سوئدی زبان و ۴۲ درصد به زبان فنلاندی تکلم می‌کنند. این شهر در سال ۱۶۴۹ به نام کریستینا، ملکه سوئد نامگذاری شده و به خاطر بافت قدیمی با خانه‌های چوبی کم ارتفاع و کوچه‌های باریک معروف است.
این منطقه دارای اقلیم زیرشمالگانی است.

## شهرهای خواهرخوانده
- سالا، سوئد
- نوولو، ایتالیا

## نگارخانه

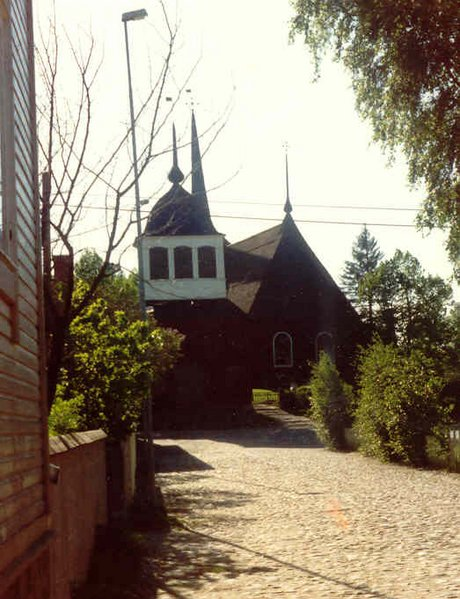
کلیسای اولریکا الئونورا در مرکز کیریسْتین‌اِستاد.
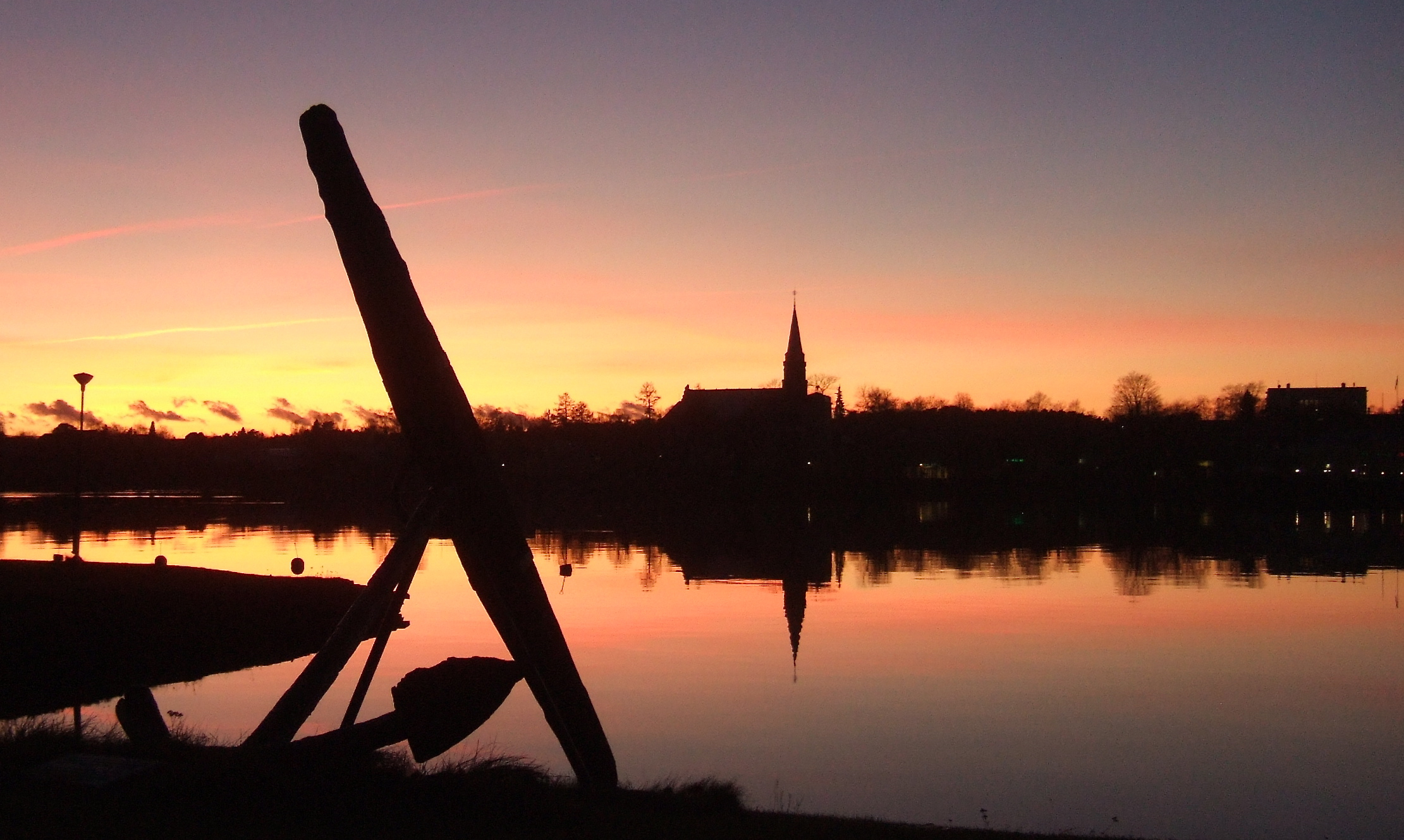
در هنگام گرگ و میش
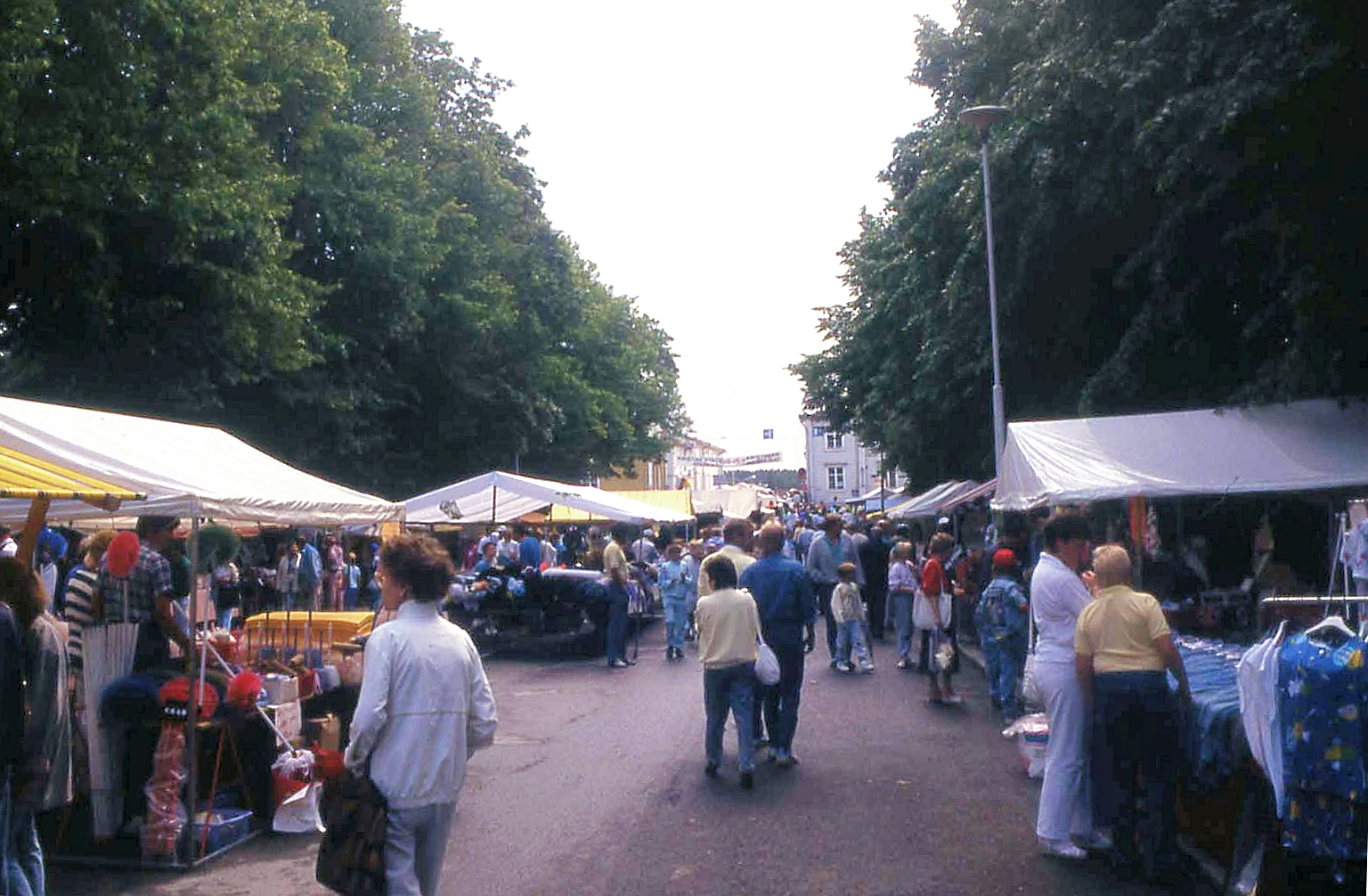
بازار تابستانی کیریسْتین‌اِستاد در سال ۱۹۸۹.
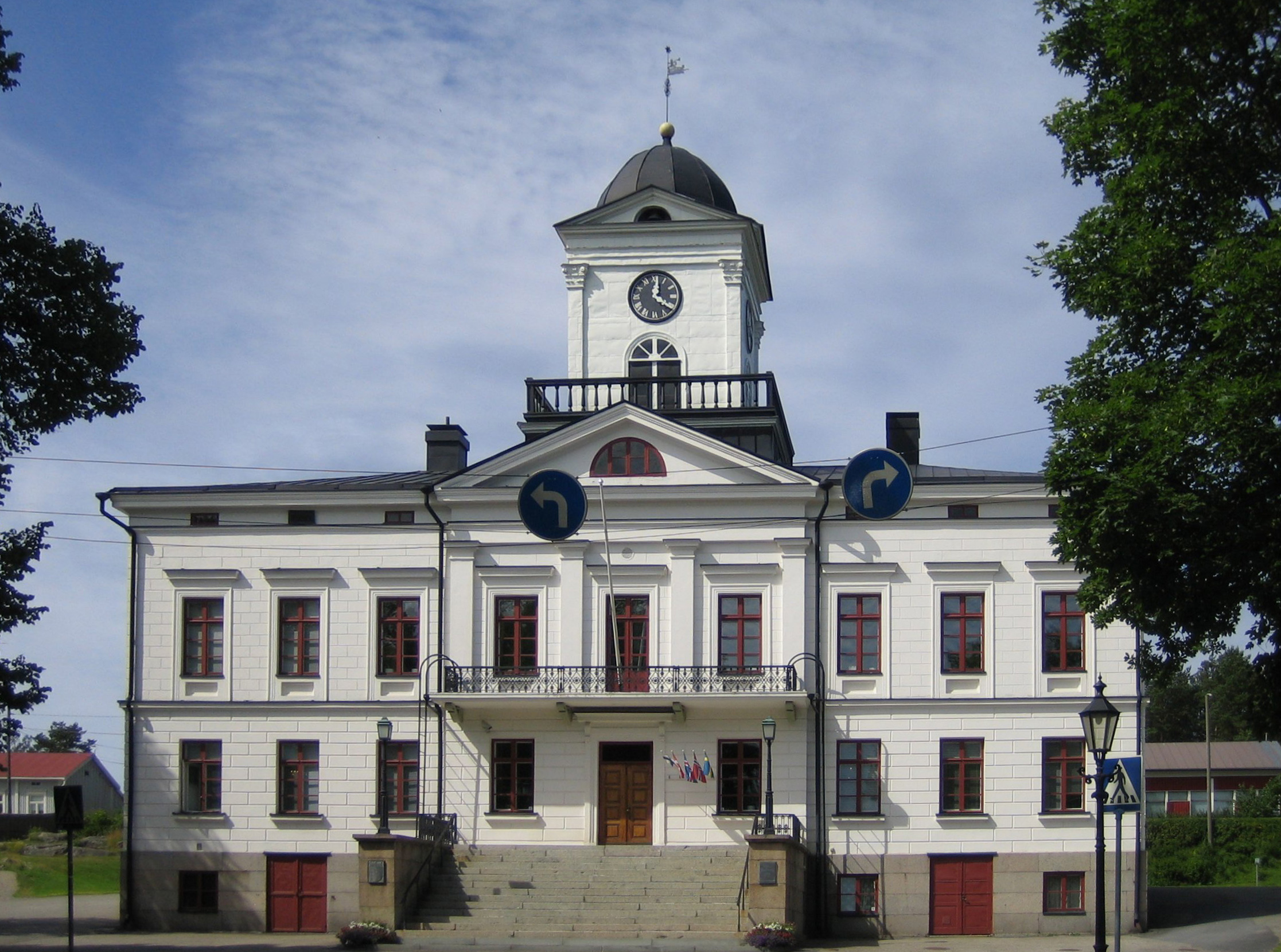
تالار شهر (۱۸۶۵)